# Roonie Moreno
Ronald Samir Moreno Quejada (Acandí, Colombia, 16 de octubre de 1992) es un futbolista colombiano. Su posición es centrodelantero. Actualmente milita en el Southern California SC de la National Premier Soccer League de los Estados Unidos.

## Trayectoria deportiva
Hizo parte de las divisiones inferiores del Atlético Junior de Barranquilla, club en el que realizó gran parte de su formación profesional, bajo las órdenes del entrenador Luis Alcázar. Posteriormente reforzó las arcas del tradicional club argentino Gimnasia y Esgrima La Plata, para después emigrar a la MLS con el New England Revolution en 2010. En el 2011 retornó al fútbol argentino, para jugar con Defensores de Belgrano, donde compartió plantel con el histórico Ariel Ortega.
Al año siguiente, Moreno firmó con el Al Najran Sport Club, de la primera división de Arabia Saudita. Sus goles lo tienen nuevamente en los Estados Unidos, donde desde 2016 estampó una nueva firma en un contrato, esta vez con su actual club Socal SC.

## Clubes
| Club                        | País           | Año             |
| --------------------------- | -------------- | --------------- |
| Atlético Junior             | Colombia       | 2005            |
| Atlético Colombia           | Colombia       | 2007            |
| Gimnasia y Esgrima La Plata | Argentina      | 2008            |
| New England Revolution      | Estados Unidos | 2010            |
| Defensores de Belgrano      | Argentina      | 2011            |
| Al Najran Sport Club        | Arabia Saudita | 2012            |
| Socal SC                    | Estados Unidos | 2016 - Presente |